# Butižnica
Die Butižnica (serbisch-kyrillisch Бутижница) ist ein rechter Zufluss der Krka, die in das Adriatische Meer fließt. Die Mündung in die Krka erfolgt bei Knin.
Die Länge des Flusses beträgt 39 km und sein Einzugsgebiet umfasst 225 km². Die Butižnica entspringt in unmittelbarer Nähe der bosnischen Grenze etwas südwestlich des Dorfes Lička Kaldrma. Von dort an verläuft die Bahnstrecke Novi Grad–Knin (Una-Bahn), auf der hier derzeit kein regelmäßiger Verkehr stattfindet, durch das Tal des Flusses, der hier über einen längeren Abschnitt die Staatsgrenze zwischen Bosnien und Herzegowina und Kroatien bildet. Auf einem kürzeren Abschnitt bei Donji Tiškovac verläuft sie auch ganz auf bosnisch-herzegowinischem Territorium, das hier einen schmalen Ausläufer nach Westen formt. Bei Strmica quert die von Knin aus dem Fluss folgende Straße nach Bosansko Grahovo die Grenze. Westlich des Stadtzentrums von Knin und unterhalb der Festung mündet die Butižnica von rechts in die Krka, wobei sie an dieser Stelle der deutlich längere von beiden Flüssen ist.
Die größten Zuflüsse der Butižnica sind die Bäche Mračaj (von links in Strmica) und Radljevac (von rechts kurz vor der Mündung in Knin).